# ولاية عين قزام
ولاية عين قزام، هي ولاية جزائرية تقع في جنوب الجزائر، تحمل عاصمتها نفس الاسم: عين قزام. يقع مركز الولاية بمدينة عين قزام.

## لمحة تاريخية
تم إنشاء ولاية عين قزام في 26 نوفمبر 2019. وفي عام 2021، أضفى الرئيس تبون الطابع الرسمي على التقسيم الإداري الجديد.
كانت سابقا ولاية منتدبة، أحدثت بموجب القانون رقم 15-140 المؤرخ في 27 ماي 2015 المتعلق بإحداث دوائر إدارية في بعض الولايات ووضع القواعد الخاصة المرتبطة بها وكذا قائمة البلديات الملحقة بها. قبل 2019 كانت تابعة لولاية تمنراست.

## التنظيم الإداري

### التقسيم الإداري
حسب التقسيم الإداري 2019 فإن ولاية عين قزام تضم دائرتين (2) وبلديتين (2) وهي:
| # | الدائرة          | البلديات   |
| - | ---------------- | ---------- |
| 1 | دائرة عين قزام   | عين قزام   |
| 2 | دائرة تين زاوتين | تين زاوتين |